# Hala Michajłowa
Hala Michajłowa (ukr. Погребина, Pohrebyna, także Галя Михайлова, Hala Mychajłowa; więcej zob. niżej) – najwyższy szczyt Połonin Hryniawskich, pasma górskiego w ukraińskiej części Beskidów Połonińskich położony w rejonie wierchowińskim obwodu iwanofrankiwskiego.

## Topografia
Szczyt stanowi kulminację głównego grzbietu Połonin Hryniawskich ciągnącego się z północnego zachodu na południowy wschód, określanego w źródłach ukraińskojęzycznych mianem Pnewje (Пнев’є lub Pnewe, Пневе; pol. hist. Pnewie). Z uwagi na występowanie w grzbiecie tym jedynie płytkich przełęczy oddzielających poszczególne wzniesienia, wierzchołek jest stosunkowo słabo wyodrębniony. Najwyższy punkt osiąga 1605 m n.p.m. (według starszych źródeł 1610 m n.p.m.). Wybitność szczytu to 229 m, izolacja 7,5 km. Na północnym zachodzie sąsiaduje z Halą Łukawicą (Łukawiec), zaś w kierunku południowo-wschodnim znajdują się Masny Prysłup i Baba Ludowa. Południowe i zachodnie stoki opadają w kierunku doliny Czarnego Czeremoszu.
Sam wierzchołek jest lekko spłaszczony, przykryty zarastającą lasem połoniną, jeszcze w latach 30. XX wieku stanowiącą część największego w Karpatach Wschodnich kompleksu halnego (ok. 50 km²). Ze szczytu widok przesłonięty jest w znacznej mierze przez roślinność, jednak w jego pobliżu otwiera się panorama okolicznych pasm obejmująca Czarnohorę (Petros, Hutyn Tomnatyk, Pop Iwan), Świdowiec (Bliźnica), Góry Rodniańskie (Pietrosul Rodnei), Góry Czywczyńskie (Czywczyn, Budyjowska Wielka), pozostałą część Karpat Marmaroskich (Fărcău, Toroiaga, Mihăilecu, Pietros Budyjowski), Beskidy Pokuckie (Rotyło) oraz na inne szczyty Połonin Hryniawskich (Baba Ludowa, Skupowa, Ludowa).

## Turystyka
Na szczyt nie prowadzi żaden szlak turystyczny. Poniżej wierzchołka (po stronie północnej) przebiega dawny płaj pasterski zamieniony współcześnie w drogę kołową użytkowaną przez samochody ciężarowe.
Zdobycie szczytu wymagane jest dla uzyskania odznaki „Korona Beskidów” przyznawanej przez Hutniczo-Miejski Oddział PTTK w Krakowie, który na wierzchołku zamieścił tabliczkę z nazwą góry i wskazaniem wysokości.

## Nazwa
Zarówno obecnie, jak i w przeszłości dla określenia opisywanej góry stosowano zamiennie kilka nazw. Na urzędowej mapie austriackiej z 1892 roku kota 1610 nie została opisana (w przeciwieństwie chociażby do niższej Baby Ludowej), a jedynie połoninę w jej rejonie oznaczono jako Halę Mihailewą. Jednocześnie termin Pochreptina przypisano do bocznego grzbietu pomiędzy spływającymi na północ potokami Mihailewy i Odzirny. Analogiczną nomenklaturę stosowano w Słowniku geograficznym Królestwa Polskiego (tomy z lat 1884–1887). Podobnie na polskiej mapie Wojskowego Instytutu Geograficznego z 1932 roku zaznaczono jedynie połoninę Halę Michajłową oraz grzbiet Pochreptynę. Dodatkowo tym samym mianem określono niższy, położony ok. 1200 metrów na południowy zachód wierzchołek o wysokości 1420 m n.p.m. (na mapie austriackiej pod nazwą Odzirne). Po aktualizacji mapy w 1938 roku termin Hala Michajłowa zastąpiono nazwą Połonina Michajłowa, główny wierzchołek otrzymał nazwę Pohreptyna, usunięto zaś nazwę wierzchołka południowego. W ówczesnej literaturze polskiej na określenie szczytu konsekwentnie stosowano przy tym nazwę Hala Michajłowa.
Współcześnie zamiennie stosuje się ukraińskie nazwy Погребина (Pohrebyna), Похребтина (Pochrebtyna) i Похрептина (Pochreptyna), przy czym część map stosuje rozróżnienie pomiędzy głównym wierzchołkiem Pohrebyną a niższym, południowo-zachodnim – Pochreptyną. Jednocześnie na określenie głównego szczytu w powszechnym użyciu pozostaje też termin Галя Михайлова (Hala Mychajłowa), ew. Михайлова (Mychajłowa) bądź rzadziej Myhałewa (Мигалева). W części publikacji jako alternatywną podaje się nazwę Озірна (Ozirna).
W nielicznych źródłach polskojęzycznych spotyka się obecnie różne warianty nazwy szczytu. Internetowa Encyklopedia PWN podaje wersję Połonina Michajłowa, a ponadto w użyciu pozostają również nazwy Hala Michajłowa lub Hala Michałowa, Pochreptyna, Pohreptyna, Pochrebtyna, Pohrebtyna.